# 徳田秀子
徳田 秀子（とくだ ひでこ、1938年〈昭和13年〉6月2日 - ）は、日本の薬剤師。徳洲会創設者徳田虎雄の妻。
医療法人徳洲会副理事長、社会福祉法人愛心会理事長、社会福祉法人秀心会理事長を歴任した。

## 人物
鹿児島県徳之島町出身（生まれは大阪府大阪市だが、広島県安芸郡坂町で幼少期を過ごし、終戦後に両親の出身地である徳之島に移住）。鹿児島県立徳之島高等学校卒業後、鹿児島銀行徳之島支店に勤務する。
1学年上の幼馴染である徳田虎雄とは、徳田が阪大医学部生だった1959年に結婚。上阪。苦学の末1961年近畿大学薬学部に入学し、出産・子育てをしながら1967年卒業。卒業と同時に国家試験に合格し、薬剤師の資格を取得。1975年、医療法人徳洲会理事に就任する。
子女は2男5女。政治家となった次男の徳田毅と四女を除き、残りの子女はすべて医師である。
医療法人徳洲会副理事長、社会福祉法人愛心会理事長、社会福祉法人秀心会理事長、社会福祉法人徳之島愛心会理事長、社会福祉法人長崎愛心会理事長、公益財団法人徳洲会国際奨学財団理事長、有限会社ソフィア・インター・ナショナル代表取締役、特定非営利活動法人ひまわりネットワーク理事長などを歴任していたが、徳洲会事件で懲役2年6月執行猶予5年の有罪判決を言い渡されたこともあり、役職を降りたものもある。